# Équilibre statique (mécanique)
Pour l’article homonyme, voir équilibre statique (physiologie).
En physique, un équilibre statique est un mouvement nul. 
Dans le cas d’un système matériel quelconque, un mouvement nul se traduit par un champ de vecteurs vitesses nul. 
Dans le cas d’un solide indéformable, ce mouvement particulier est caractérisé par un torseur cinématique nul

## Description
Pour un système de plusieurs solides, il faut écrire les conditions précédentes pour chacun des solides.
Ceci est une conséquence du « principe fondamental de la statique » qui stipule que « la somme et le moment de toutes les forces qui s'exercent sur lui est nulle. »
Les équations obtenues n'ont pas nécessairement une solution unique. Dans certains cas, il peut exister une solution qui soit position d'équilibre d'après le principe ci-dessus, mais également d'autres solutions qui décrivent des mouvements du système pour lesquelles à l'instant initial, les vitesses soient nulles. Ces mouvements sont souvent appelés mouvements commençants. Enfin dans d'autres cas (modélisations trop idéalisées), les équations peuvent ne pas avoir de solutions.
Dans le cas particulier d'un solide posé sur un plan horizontal et soumis à la gravité, l’équilibre statique est atteint lorsque le centre de gravité est au-dessus de la base de sustentation.